# Filmfare Award 1960
Der 7. Filmfare Award wurde am Anfang des Jahres verliehen. Bei dieser Verleihung gibt 15 verschiedene Kategorien. Nur bei den Beliebtheitspreisen gibt es mehrere Nominierungen. Die Filmfare Awards Bester Playbacksänger und Beste Playbacksängerin waren damals nur eine Kategorie, deswegen hat Lata Mangeshkar diesen Preis nicht gewonnen.

## Gewinner und Nominierte
| Meiste Filmfare Awards | Anari (5 Filmfare Awards) |

| Kategorie               | Filmtitel                     | Gewinner          | Weitere Nominierungen                                                                                      |
| Bester Film             | Sujata                        | Bimal Roy         | Anari Chhote Bahen                                                                                         |
| Beste Regie             | Sujata                        | Bimal Roy         | L. V. Prasad für Chhote Bahen V. Shantaram für Navrang                                                     |
| Bester Hauptdarsteller  | Anari                         | Raj Kapoor        | Dev Anand für Love Marriage Dilip Kumar für Paigham                                                        |
| Beste Hauptdarstellerin | Sujata                        | Nutan             | Meena Kumari für Chirag Kahan Roshni Kahan Mala Sinha für Dhool Ka Phool                                   |
| Bester Nebendarsteller  | Dhool Ka Phool                | Manmohan Krishna  | Raj Kumar für Paigham Mehmood für Chhoti Bahen                                                             |
| Beste Nebendarstellerin | Anari                         | Lalita Pawar      | Anita Guha für Goonj Uthi Shehnai Shashikala für Sujata                                                    |
| Beste Story             | Sujata                        | Subhodh Ghosh     | Dhruva Chatterjee für Chirag Kahan Roshni Kahan Mukhram Sharma für Dhool Ka Phool                          |
| Beste Musik             | Anari                         | Shankar-Jaikishan | Sachin Dev Burman für Sujata Shankar-Jaikishan für Anari                                                   |
| Bester Liedtext         | Sub Kuchh Seeka Humne – Anari | Shailendra        | Sahir Ludhianvi für Tu Hindu Banega – Dhool Ka Phool Majrooh Sultanpuri für Jalte Hain Jiske Liye – Sujata |
| Bester Playbacksänger   | Sub Kuchh Seeka Humne – Anari | Mukesh            | Talat Mahmood für Jalte Hain Jiske Liye – Sujata                                                           |
| Beste Playbacksängerin  | –                             | –                 | Lata Mangeshkar für Bhaiya Mere – Chhoti Bahen                                                             |
| Bester Dialog           | Paigham                       | Ramanand Sagar    | |
| Bester Schnitt          | Navrang                       | Chintaman Borkar  | |
| Beste Kamera            | Kaagaz Ke Phool               | V. K. Murthy      | |
| Bestes Szenenbild       | Kaagaz Ke Phool               | M. R. Achrekar    | |
| Bester Ton              | Navrang                       | A. K. Parmar      | |